# Pouteria gillisonii
Pouteria gillisonii är en tvåhjärtbladig växtart som beskrevs av Willem Willen Vink. Pouteria gillisonii ingår i släktet Pouteria och familjen Sapotaceae. Inga underarter finns listade i Catalogue of Life.